# پلی‌کلر بی‌فنیل

ساختار شیمیایی بیفنیل پلی‌کلر شده. موقعیت‌های ممکن کلر بنزن بستگی به تعداد اتم کربن دارد.

پلی‌کلر بی‌فنیل یا بی‌فنیل پلی‌کلر یا (PCB) یک ترکیب آلی کلر با فرمول C12H10−xClx است. بیفنیل پلی‌کلر در دوره‌ای به فراوانی به عنوان عایق الکتریکی و سیال سردکننده در ابزارهای الکتریکی، دستگاه‌های کپی بدون کربن و سیال‌های انتقال حرارت کاربرد داشت. همچنان PCBها به دلیل طول عمر بالایی که دارد به فراوانی کاربرد دارد البته از دههٔ ۱۹۶۰ پس از آنکه یک سری مشکلات دربارهٔ این ماده معلوم شد، تولید آن به شدت کاهش یافت. بیفنیل پلی‌کلر برای محیط زیست، سمی است و در ردهٔ آلاینده‌های آلی دیرپا جای دارد. در ۱۹۷۹ کنگرهٔ آمریکا تولید PCBها را ممنوع کرد همچنین کنوانسیون آلاینده‌های آلی دیرپای استکهلم هم در سال ۲۰۰۱ همین رای را اعلام کرد. مرکز جهانی تحقیقات سرطان PCBها را قطعاً برای انسان، سرطان‌زا اعلام کرد. همچنین آژانس حفاظت محیط زیست ایالات متحده آمریکا (EPA) این ماده را برای جانوران، سرطان‌زا و برای انسان احتمالاً سرطانزا اعلام کرد.
آنالوگ ساختاری برمی برای PCB، بیفنیل پلی‌برم شده (PBB) است که آن هم نگرانی‌های زیست‌محیطی خود را دارد.

## ویژگی‌های فیزیکی و شیمیایی
ترکیب‌های این ماده، مایعی با اندکی گرانروی و به رنگ زرد کمرنگ است. این مواد آب‌گریزند و انحلال‌پذیری کمی در آب دارند (۰٫۰۰۲۷ تا ۰٫۴۲ نانوگرم در لیتر)؛ اما در بیشتر حلال‌های آلی مانند روغن‌ها و چربی‌ها، انحلال پذیری خیلی خوبی دارند. فشار بخار این مواد در دمای اتاق کم است. گذردهی نسبی آنها بین ۲٫۵ تا ۲٫۷ قرار دارد، رسانش گرمایی و نقطه اشتعال (بین ۱۷۰ تا ۳۸۰ درجهٔ سانتیگراد) بسیار بالایی دارند. چگالی آنها میان ۱٫۱۸۲ تا ۱٫۵۶۶ کیلوگرم بر لیتر قرار دارد.
دیگر ویژگی‌های فیزیکی و شیمیایی PCBها بسته به ردهٔ آنها تغییر می‌کند. هرچه درجهٔ کلری شدن بیشتر شود، نقطهٔ ذوب و چربی‌دوستی افزایش می‌یابد و فشار بخار  و حلالیت در آب کاهش می‌یابد. PCBها به آسانی شکسته نمی‌شود از این رو در صنعت بسیار مورد توجه است. همچنین مخلوط‌های PCBها در برابر اسیدها، بازها، اکسید شدن، هیدرولیز و دگرگونی‌های دمایی مقاوم اند.
این مواد در اثر اکسید شدن ناقص می‌توانند دی‌بنزوفوران و دی‌ بنزو دی‌ اکسین‌های به شدت سمی تولید کنند.
PCBها به آسانی در پوست، PVC و لاتکس (لاستیک طبیعی) نفوذ می‌کند. از جمله مواد مقاوم در برابر PCB می‌توان به ویتون، پلی‌اتیلن، پلی‌وینیل استات (PVA)، پلی تترا فلوئورو اتیلن (PTFE)، لاستیک بوتیلی، لاستیک نیتریلی و نئوپرن اشاره کرد.

## ساختار و سمی بودن

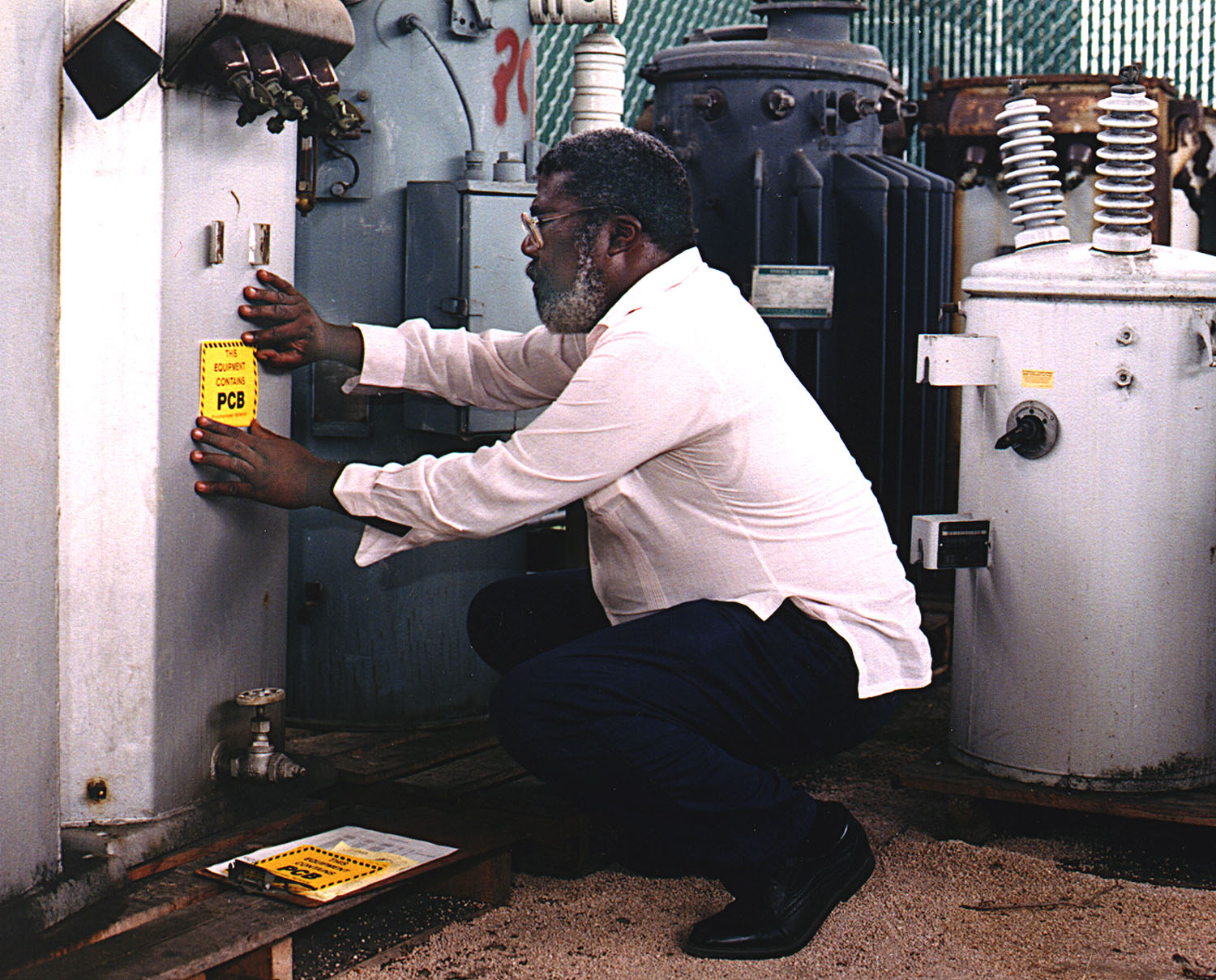
نصب برچسب هشدار وجود PCB بر روی یک ترانسفورماتور

PCBها از بیفنیل با فرمول C12H10 یا (C6H5)2 به دست می‌آیند. 
در PCBها برخی اتم‌های هیدروژن در بیفنیل با اتم‌های کلر جایگزین شده‌اند. در مجموع ۲۰۹ ترکیب شیمیایی متفاوت از این ماده وجود دارد که در آن یک تا ده اتم کلر را می‌توان با اتم هیدروژن جایگزین کرد. ۱۳۰ مورد از PCBها به صورت تجاری در دسترس است.
تنها تولیدکنندهٔ PCBها در آمریکای شمالی، مونسانتو بود که این ماده را با نام تجاری Aroclor می‌فروخت.

### انسان
در اثر آلوده شدن انسان به PCBها در حجم بالا، مواردی مانند راش و جوش‌های کیست مانند شدید در پوست دیده می‌شود. کارگرانی که با این ماده تماس داشته‌اند دچار اختلالاتی در خون و ادرار شده بودند که نشان دهندهٔ بیماری کبدی بود. در ۱۹۶۸ در ژاپن، ۲۸۰ کیلوگرم روغن سبوس برنج آلوده به PCBها به جوجه‌ها خورانده شد و منجر به آلودگی شدیدی به نام بیماری یوشو در ۱۸۰۰ نفر شد. آسیب‌های شایع آلودگی PCB عبارتند از نامرتبی چرخه قاعدگی، آسیب‌های چشمی و پوستی، و پایین آمدن پاسخ دستگاه ایمنی بدن؛ دیگر نشان‌های آلودگی عبارتند از خستگی، سردرد، سرفه و خشکی غیرطبیعی پوست.

### جانوران
جانورانی که در دورهٔ کوتاهی غذای آلوده به PCBها را خورده‌اند دچار بیماری‌های کبدی و مرگ شده‌اند، در ۱۹۶۸ در ژاپن، ۴۰۰ هزار پرنده و مرغ پس از خوردن دانه‌های آلوده کشته شد. اگر حیوان در معرض مقدار کمتری PCBها باشد دچار مشکلاتی مانند کم‌خونی، آکنه در پوست، مشکلات معده، کبد و غدهٔ تیروئید می‌شود. آسیب به دستگاه ایمنی نیز ممکن است.